# Bonnie Somerville
Bonnie Somerville (New York, 24 febbraio 1974) è un'attrice e cantante statunitense, diventata famosa per la sua partecipazione a diversi telefilm, come ad esempio Friends e The O.C.

## Biografia
Nata a New York, è cresciuta nella zona Flatbush di Brooklyn in una famiglia cattolico-irlandese. Sin da piccola dimostra di avere buone capacità sia nel canto, che nella recitazione durante le esibizioni scolastiche, come alla Poly Prep Country Day School del quartiere Bay Ridge, sempre a Brooklyn. Studia teatro musicale presso il Boston College e successivamente, tornata a New York, frequenta la scuola di recitazione di Lee Strasberg. Faceva parte di un gruppo musicale e lavorava come cameriera, finché non viene scoperta da un talent scout che le fa girare l'Europa. Al suo ritorno negli Stati Uniti, si trasferisce a Los Angeles, dove si inserisce in un'altra band e trova un agente.

## Carriera cinematografica
Inizia come comparsa nel film drammatico City Hall del 1996 ed il suo primo vero ruolo di attrice è nella mini serie trasmessa dalla CBS Shake, Rattle and Roll: An American Love Story nel 1999. Nel 2000 appare nella serie tv satirica Grosse Pointe, creata da Darren Star ed andata in onda sul canale WB Network e successivamente nel ruolo di Rachel Hoffman, una collega di Sandy Cohen, nella serie The O.C. durante la prima stagione. Ha un ruolo ricorrente anche in Friends nei panni di Mona, una ragazza che, durante l'ottava stagione, frequenterà uno dei protagonisti, Ross. Tra il 2004 ed il 2005 recita in 15 episodi della stagione finale di NYPD - New York Police Department come il Detective Laura Murphy. Ha ruoli di rilievo sia nel telefilm Kitchen Confidential del 2005, in cui interpreta Mimi, responsabile di sala in un ristorante, che in Cashmere Mafia nel 2008, come Caitlin Dowd, vicepresidente marketing di un'azienda di cosmetica. Ha partecipato come guest star in un episodio di Provaci ancora Gary e, nel giugno 2010, di Royal Pains. È apparsa con ruoli minori in film come Spider-Man 2, Without a Paddle, Shades of Ray, La dura verità e Incinta o... quasi. Nel 2013 interpreta Deborah McKenzie, una detective della squadra omicidi del NYPD, nella serie televisiva "Golden Boy".

## Carriera musicale
Ha cantato come corista nel primo disco di Joshua Radin, We Were Here. La sua canzone Winding Road  è stata inclusa nella colonna sonora del film Garden State. Fa parte del gruppo musicale Band from TV, composto da attori più o meno famosi, come Teri Hatcher di Desperate Housewives ed Hugh Laurie, il famoso Gregory House, che devolvono i compensi ricavati dalla band in favore di associazioni benefiche non a scopo di lucro.

## Filmografia parziale

### Cinema
- Delitto + castigo a Suburbia (Crime + Punishment in Suburbia) (2000)
- La dura verità (The Ugly Truth), regia di Robert Luketic (2009)
- Zampa e la magia del Natale (The Search for Santa Paws), regia di Robert Vince (2010)
- Fire with Fire, regia di David Barrett (2012)
- The Prince - Tempo di uccidere (The Prince), regia di Brian A Miller (2014)
- A Star Is Born, regia di Bradley Cooper (2018)

### Televisione
- Friends - serie TV, 7 episodi (2001-2002)
- La famiglia Pellet (In-Laws) – serie TV, 15 episodi (2002-2003)
- Kitchen Confidential - serie TV, 13 episodi (2005-2006)
- Amore in sciopero (Wedding Wars), regia di Jim Fall - film TV (2006)
- The O.C. - serie TV, 5 episodi (2003)
- The Mentalist - serie TV, episodio 7x14 (2012)
- Golden Boy - serie TV, 13 episodi (2013)
- Criminal Minds - serie TV, episodio 10x19 (2015)
- Natale a Christmas Valley (Love You Like Christmas), regia di Graeme Campbell - film TV (2016)
- Law & Order - Unità vittime speciali (Law & Order: Special Victims Unit) - serie TV, episodio 18x16 (2017)
- Blue Bloods - serie TV, episodi 10x19-11x02-11x03 (2020)

## Doppiatrici italiane
Nelle versioni in italiano delle opere in cui ha recitato, Bonnie Sommerville è stata doppiata da:
- Barbara De Bortoli in Kitchen Confidential, Law & Order - Unità vittime speciali
- Milvia Bonacini ne La famiglia Pellet
- Pinella Dragani in Friends
- Emanuela Rossi in The O.C.
- Eleonora De Angelis in Fire with Fire
- Sabrina Duranti in The Mentalist
- Claudia Catani in Golden Boy
- Francesca Fiorentini in Blue Bloods

Da doppiatrice, è stata sostituita da:
- Pinella Dragani in Zampa e la magia del Natale
- Barbara De Bortoli in Zampa 2 - I cuccioli di Natale